# تميريات
تشكل طيور التُّمَيْر، التي تُدعى أيضًا طيور التُّمَّرَة أو أبو تَمْرة أو ابن تُمَّرة أو أبو الزهور، فصيلة التميريات (الاسم العلمي: Nectariniidae)، وهي طيور صغيرة الحجم جدًا من رتبة الجواثم (العصفوريات). وهناك 132 نوعًا منها في 15 جنسًا. وتتوزع هذه الفصيلة عبر أفريقيا وشبه قارة الهند وجنوب شرق آسيا وتصل بالكاد إلى شمالي أستراليا. وتتغذى معظم طيور التمير بشكل كبير على الرحيق، كما أنها تتناول الحشرات والعناكب، وخاصة عند إطعام الصغار. وبالنسبة لسيقان الزهور التي تعيق وصول الطيور إليها بسبب شكلها، فتقوم هذه الطيور بثقبها عند القاعدة بالقرب من مكان الرحيق. كما أن الفاكهة جزء من النظام الغذائي لبعض الأنواع. وبالنسبة للطيران، فهو سريع ومباشر من خلال أجنحته القصيرة.
لطيور التمير نظراء يصنفون في مجموعتين متباعدتين: الطنان الموجود بالأمريكتين وآكل العسل الموجود بأستراليا. وتعود التشابهات الموجودة بين هذه الأنواع إلى التطور التقاربي الناتج عن أنماط الحياة المتشابهة التي تعتمد فيها التغذية على الرحيق. وتستطيع بعض أنواع طيور التمير تناول الرحيق من خلال التحليق مثل الطائر الطنان، إلا أنها عادةً ما تجثم لتتغذى.

## الوصف

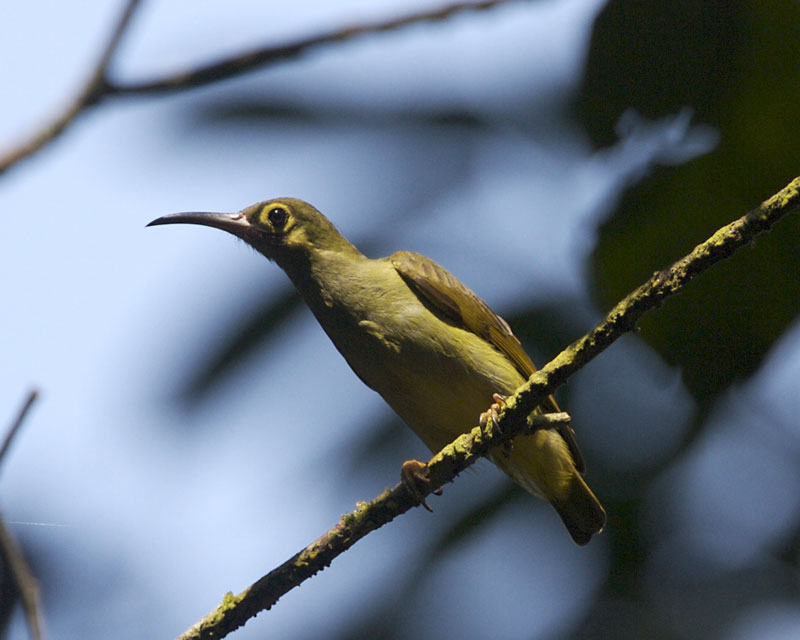
طائر صائد العنكبوت ذو الهالات هو أكبر أنواع طيور التميرتتراوح

أحجام هذه الفصيلة من 5 جرامات وهو وزن التمير أسود البطن (Black-bellied Sunbird) إلى حوالي 45 جرامًا وهو وزن صائد العنكبوت ذو الهالات (Spectacled Spiderhunter). وشأنها شأن طيور الطنان، تعد طيور التمير مثنوية الشكل الجنسي، وعادةً ما تكون الذكور مكسوة بريش متقزح اللون. بالإضافة إلى ذلك، تكون الذيول أطول لدى الذكور في العديد من الأنواع، ويكون الذكور بوجه عام أكبر حجمًا. ولطيور التمير مناقير طويلة رفيعة ومتقوسة نحو الأسفل وألسن أنبوبية ذات أطراف أشبه بالفرشاة، وكلاهما يأخذ هذا الشكل للتكيف مع طبيعة التغذية على الرحيق.
وتتميز طيور صائد العنكبوت، من جنس أراكنوثيرا (Arachnothera) بمظهر متميز عن غيرها من أعضاء الفصيلة الآخرين. فعادةً ما تكون أكبر حجمًا من طيور التمير الأخرى، وذات تقزح لوني من اللون البني المسمر لكلا الجنسين، فضلاً عن مناقير طويلة متقوسة نحو الأسفل.
وفي سلوك أيضي مشابه لسلوك طيور طنان الأنديز (Andes hummingbirds)،  تدخل أنواع من طيور التمير التي تعيش على ارتفاعات كبيرة أو عند خطوط العرض في خمول أثناء الإجثام ليلاً، حيث تخفض درجة حرارة الجسم وتدخل في حالة من قلة النشاط والاستجابة.

## التوزيع والموطن
طيور التمير هي فصيلة مدارية تنتمي لـ العالم القديم، ولها ممثلون في أفريقيا وآسيا وأسترالاسيا. توجد هذه الطيور بكثرة في أفريقيا جنوب الصحراء ومدغشقر، كما تتوزع أيضًا في مصر. وفي آسيا، توجد هذه المجموعة على طول سواحل البحر الأحمر حتى أقصى الشمال عند فلسطين، مع وجود فجوة في توزيعها حتى إيران ومنها تتواجد هذه المجموعة بشكل متواصل حتى جنوب الصين وإندونيسيا. وفي أسترالاسيا، توجد هذه الفصيلة في غينيا الجديدة وشمالي شرقي أستراليا وجزر سليمان. ولا توجد هذه الفصيلة بوجه عام في الجزر الواقعة في المحيطات، باستثناء جزر سيشيل. ويوجد التنوع الأكبر من هذه الأنواع في إفريقيا، حيث إنه من المرجح أن تكون هي منشأ هذه المجموعة. ومعظم الأنواع مستقرة أو تهاجر موسميًا لمسافات قصيرة. وتوجد طيور التمير في نطاق انتشار الفصيلة بالكامل، بينما يقتصر وجود صائدي العنكبوت على آسيا فقط.
وتشغل طيور التمير وصائد العنكبوت نطاقًا كبيرًا من المواطن، وتعيش أغلبية الأنواع في الغابات المطيرة الأساسية، ولكن من بين المواطن الأخرى التي تستغلها هذه الفصيلة الغابات الثانوية المضطربة والغابات قليلة الكثافة والشجيرات والسافانا قليلة الكثافة والشجيرات الساحلية وغابات الألب. وتكيفت بعض الأنواع بسهولة مع المناظر الطبيعية المعدلة من قِبل البشر مثل المزارع والحدائق والأراضي الزراعية. وتستطيع العديد من الأنواع أن تشغل نطاقًا كبيرًا من المواطن من مستوى سطح البحر وحتى ارتفاع 4900 متر.

## السلوك
طيور التمير هي طيور نهارية نشطة تتواجد بشكل عام في ثنائيات أو في جماعات صغيرة أحيانًا. ويتجمع القليل من الأنواع أحيانًا في جماعات أكبر، وتنضم طيور التمير إلى الطيور الأخرى لممارسة الغوغائية ضد الحيوانات المفترسة المحتمل مواجهتها، ومع ذلك تستهدف طيور التمير أيضًا الأنواع الأخرى بضراوة، حتى وإن لم تكن من الحيوانات المفترسة، وذلك دفاعًا عن مناطقها.

### التربية

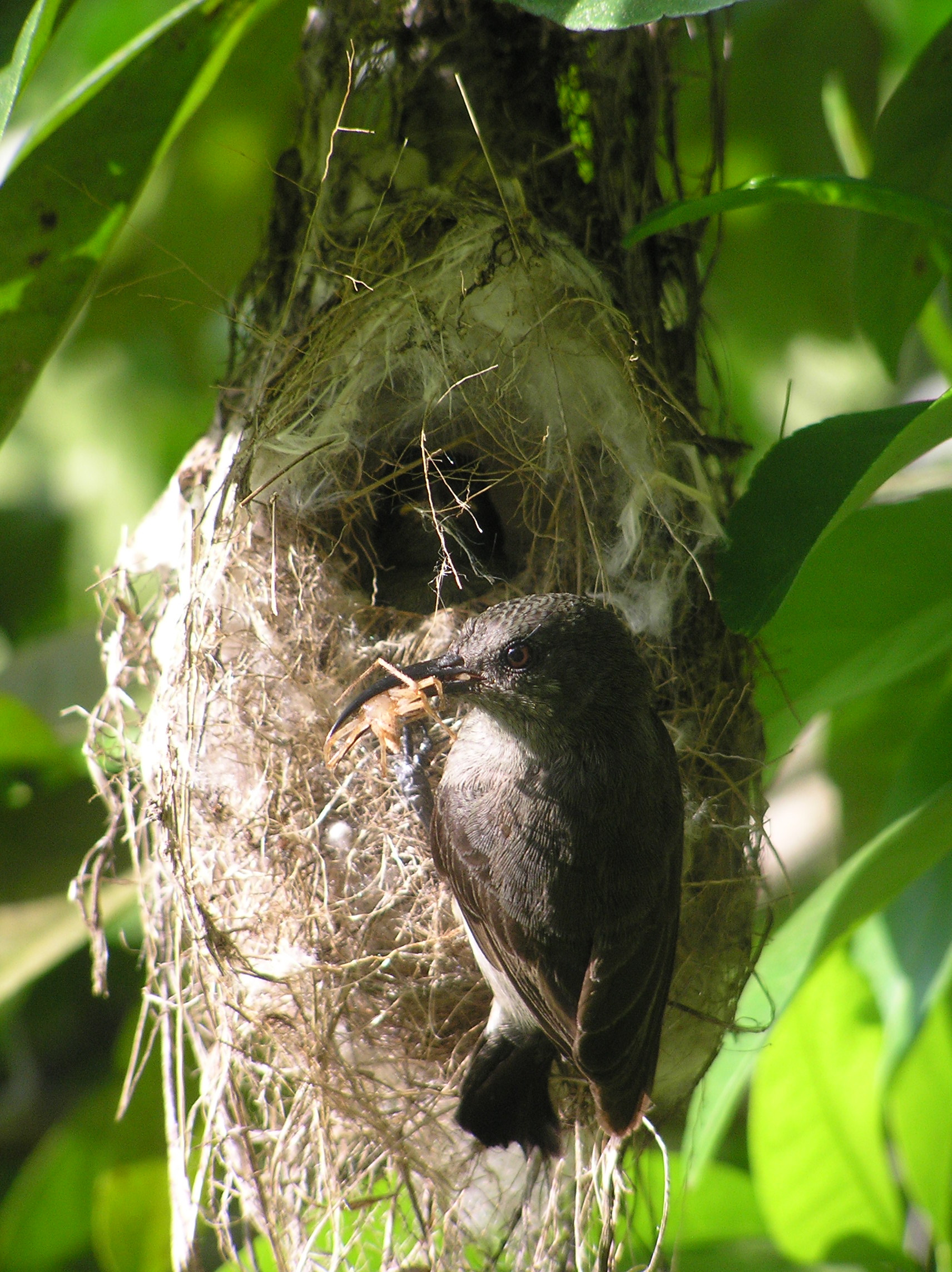
أنثى طائر تمير سيشيل (Seychelles Sunbird) في العش مع فريسة

إن طيور التمير التي تتربى خارج المناطق الاستوائية غالبًا ما تتكاثر موسميًا، وتتوالد أغلبية هذه الأنواع في الموسم الرطب. ويعكس هذا التوقيت التوفر المتزايد للفرائس من الحشرات اللازمة لتربية الصغار في مرحلة النمو. وبينما تتوالد أنواع مثل التمير مصفر الرقبة (Buff-throated Sunbird) في الموسم الجاف، فإنه من المعتقد أن هذا يقترن بإزهار المحاصيل الغذائية المفضلة. وتتوالد أنواع طيور التمير التي تعيش في المناطق الاستوائية طوال العام. وهي بصفة عامة أحادية الزواج وغالبًا ما تكون إقليمية، بيد أن أنواع قليلة من طيور التمير تقوم بسلوك التزاوج بالاستعراض الذكوري.
بصفة عامة، تتخذ أعشاش طيور التمير شكل الكيس الملفوف المتدلي من الأغصان الرفيعة مع استخدام كثيف لخيوط العنكبوت. أما أعشاش طيور صائد العنكبوت فهي مختلفة عن كل من أعشاش طيور التمير وعن بعضها البعض في بعض الأحيان. فبعض هذه الأعشاش مثل عش صائد العنكبوت الصغير (Little Spiderhunter) عبارة عن أكواب صغيرة مغزولة ومرفقة بالجانب السفلي من الأوراق الكبيرة، بينما عش صائد العنكبوت أصفر الأذن (Yellow-eared Spiderhunter) يكون مرفقًا بطريقة مماثلة ولكن على شكل أنبوب طويل. وأعشاش صائدي العنكبوت غير واضحة، على عكس أعشاش طيور التمير الأخرى التي تكون مرئية بشكل أوضح. وتقوم الأنثى وحدها ببناء العش في معظم الأنواع. وتضع الإناث ما يصل إلى أربع بيضات. وتبني الإناث العش وتحضن البيض وحدها، إلا أن الذكور يساعدوهم في تربية الفراخ. أما بالنسبة لطيور صائد العنكبوت فيساعد كلا الجنسين في حضن البيض. وغالبًا ما تكون أعشاش طيور التمير وصائد العنكبوت مستهدفة من متطفلات الأعشاش مثل الوقواق وطائر مرشد العسل (honeyguide).

## العلاقة مع البشر
بصفة عامة، ارتحلت هذه الفصيلة بصورة أفضل من العديد من الفصائل الأخرى، ويمكن اعتبار سبعة أنواع فقط مهددة بـالانقراض. وتقاوم معظم الأنواع التغيرات التي تطرأ على المواطن إلى حدٍ ما، وعلى الرغم مما تتمتع به هذه الفصيلة من جاذبية، إلا أن تُجار طيور الزينة لا يسعون لاقتنائها حيث إنها تغرد بما يمكن اعتباره أصواتًا كريهة، كما أن الإبقاء على حياتها أمر يتطلب براعة كبيرة. وتعتبر طيور التمير طيور جذابة وتدخل بسهولة إلى الحدائق التي تُزرع فيها النباتات المزهرة لاجتذابها. وهناك بعض التفاعلات السلبية القليلة، فعلى سبيل المثال، يعتبر طائر التمير قرمزي الصدر (Scarlet-chested Sunbird) آفة في مزارع الكاكاو لأنه ينشر الهدال الطفيلي.

## التصنيف
فصيلة طيور التمير

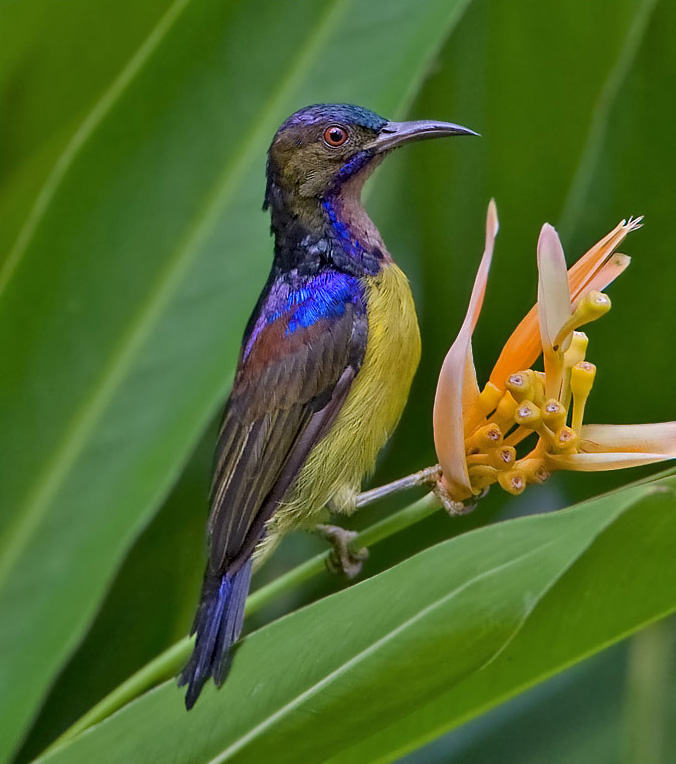
طائر التمير بني الرقبة (Brown-throated Sunbird)، سنغافورة

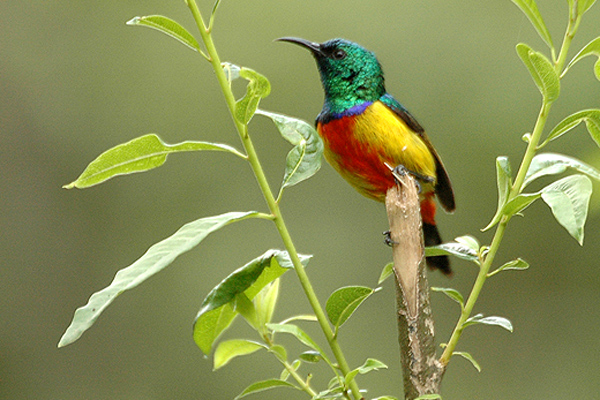
تمير ملكي (Regal Sunbird)

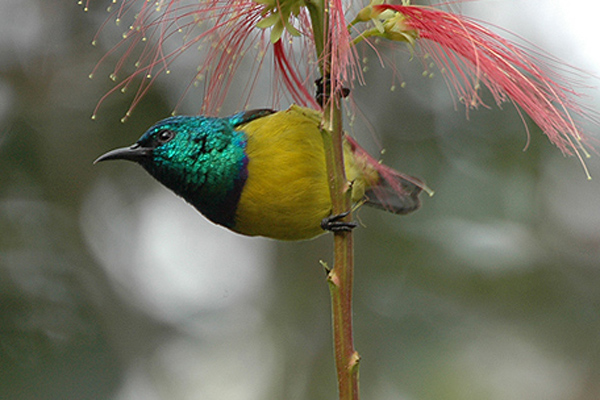
تمير مطوق (Collared Sunbird)، أوغندا

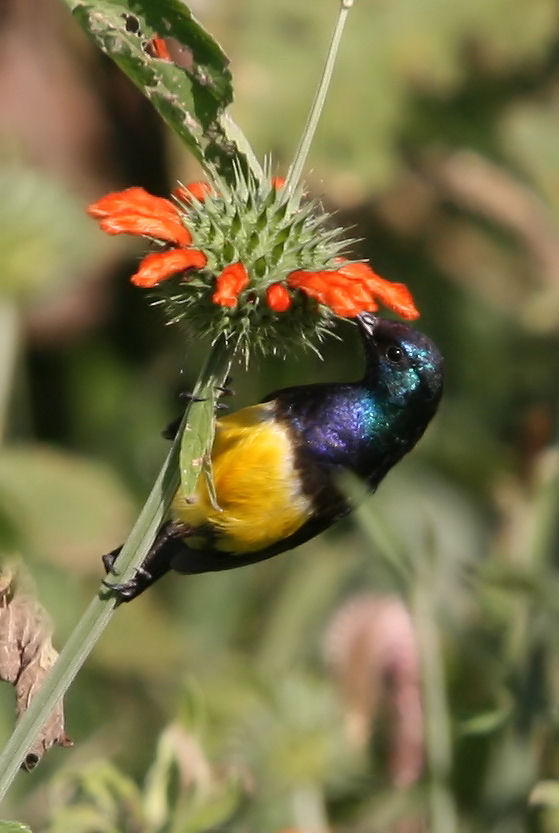
تمير متغير (Variable Sunbird)، تنزانيا

- الجنس تشالكوباريا (Chalcoparia) (يندرج أحيانًا ضمن أنثريبتس (Anthreptes))
  - تمير ياقوتي الوجنة (Ruby-cheeked Sunbird)، تشالكوباريا سينجالينسيز (Chalcoparia singalensis)
- الجنس ديليورنيس (Deleornis) (يندرج أحيانًا ضمن أنثريبتس (Anthreptes))
  - تمير فريزر (Fraser's Sunbird)، ديليورنيس فريزري (Deleornis fraseri)
  - التمير رمادي الرأس (Grey-headed Sunbird)، ديليورنيس أجزيلاريس (Deleornis axillaris) - يندرج أحيانًا ضمن دي فريزري (D. fraseri)
- الجنس أنثريبتس (Anthreptes) (12 نوعًا)
- الجنس هيديديبنا (Hedydipna) (يندرج أحيانًا ضمن أنثريبتس (Anthreptes))
  - تمير مطوق (Collared Sunbird)، هيديديبنا كولاريس (Hedydipna collaris)
  - تمير قزمي (Pygmy Sunbird)، هيديديبنا بلاتورا (Hedydipna platura)
  - تمير وادي النيل (Nile Valley Sunbird)، هيديديبنا ميتاليكا (Hedydipna metallica)
  - تمير أماني (Amani Sunbird)، هيديديبنا باليديجاستر (Hedydipna pallidigaster)
- الجنس هيبوجراما (Hypogramma)
  - تمير أرجواني مؤخرة العنق (Purple-naped Sunbird)، هيبوجراما هيبوجراميكوم (Hypogramma hypogrammicum)
- الجنس أناباثميس (Anabathmis) (يندرج أحيانًا ضمن نيكتارينيا (Nectarinia))
  - تمير ريخن باخ (Reichenbach's Sunbird)، أناباثميس ريخن باخي (Anabathmis reichenbachii)
  - تمير برينسيب (Principe Sunbird)، أناباثميس هارتلاوبي (Anabathmis hartlaubii)
  - تمير نيوتن (Newton's Sunbird)، أناباثميس نيوتوني (Anabathmis newtonii)
- الجنس دريبتيس (Dreptes) (يندرج أحيانًا ضمن نيكتارينيا (Nectarinia))
  - تمير عملاق (Giant Sunbird)، دريبتيس ثومينسيس (Dreptes thomensis)
- الجنس أنثوبافيس(Anthobaphes) (يندرج أحيانًا ضمن نيكتارينيا (Nectarinia))
  - تمير برتقالي الصدر(Orange-breasted Sunbird)(يندرج أحيانًا ضمن نيكتارينيا (Nectarinia))
- الجنس سيانوميترا (Cyanomitra) (يندرج أحيانًا ضمن نيكتارينيا (Nectarinia))
  - تمير أخضر الرأس (Green-headed Sunbird)، سيانوميترا فيرتيكاليز (Cyanomitra verticalis)
  - تمير البني أزرق الرقبة (Blue-throated Brown Sunbird)، سيانوميترا سيانولاما (Cyanomitra cyanolaema)
  - تمير أزرق الرأس (Blue-headed Sunbird)، سيانوميترا ألاينا (Cyanomitra alinae)
  - تمير الكاميرون (Cameroon Sunbird)، سيانوميترا أوريتيز (Cyanomitra oritis)
  - تمير بانرمان (Bannerman's Sunbird)، سيانوميترا بانرماني (Cyanomitra bannermani)
  - تمير الزيتون (Olive Sunbird)، سيانوميترا أوليفاسيا (Cyanomitra olivacea)
  - تمير رمادي (Grey Sunbird)، سيانوميترا فيروكسي (Cyanomitra veroxii)
- الجنس تشالكومترا (Chalcomitra) (يندرج أحيانًا ضمن نيكتارينيا (Nectarinia))
  - تمير مصفر الرقبة (Buff-throated Sunbird)، تشالكومترا أديلبيرتي (Chalcomitra adelberti)
  - تمير كرملي (Carmelite Sunbird)، تشالكومترا فاليجينوزا (Chalcomitra fuliginosa)
  - تمير أخضر الرقبة (Green-throated Sunbird)، تشالكومترا رابيسينس (Chalcomitra rubescens)
  - تمير بنفسجي (Amethyst Sunbird)، تشالكومترا أميثيستينا (Chalcomitra amethystina)
  - تمير قرمزي الصدر (Scarlet-chested Sunbird)، تشالكومترا سينيجالينسيس (Chalcomitra senegalensis)
  - تمير صياد (Hunter's Sunbird)، تشالكومترا هانتري (Chalcomitra hunteri)
  - تمير سقطري (Socotra Sunbird)، تشالكومترا بالفوري (Chalcomitra balfouri)
- الجنس ليبتوكوما (Leptocoma) (يندرج أحيانًا ضمن نيكتارينيا (Nectarinia))
  - تمير أرجواني الردف (Purple-rumped Sunbird)، ليبتوكوما زيلونيكا (Leptocoma zeylonica)
  - تمير قرمزي الظهر (Crimson-backed Sunbird)، ليبتوكوما مينيما (Leptocoma minima)
  - تمير نحاسي الرقبة (Copper-throated Sunbird)، ليبتوكوما كالكوستيثا (Leptocoma calcostetha)
  - تمير أرجواني الرقبة (Purple-throated Sunbird)، ليبتوكوما سبيراتا (Leptocoma sperata)
  - تمير أسود (Black Sunbird)، ليبتوكوما سيريسيا (Leptocoma sericea) - نيكتارينيا أسباسيا (Nectarinia aspasia) سابقًا
- الجنس نيكتارينيا (Nectarinia) (6 أنواع بالمعنى الدقيق)
  - تمير الخمائل (Bocage's Sunbird)، نيكتارينيا بوكاجي (Nectarinia bocagii)
  - تمير أرجواني الصدر (Purple-breasted Sunbird)، نيكتارينيا بيربيرإيفينتريس (Nectarinia purpureiventris)
  - تمير تاكاز (Tacazze Sunbird)، نيكتارينيا تاكاز (Nectarinia tacazze)
  - تمير برونزي (Bronzy Sunbird)، نيكتارينيا كيليمينسيس (Nectarinia kilimensis)
  - تمير ذو خصلة قرمزية (Scarlet-tufted Sunbird)، نيكتارينيا جونستوني (Nectarinia johnstoni)
  - تمير المالاكايت (Malachite Sunbird)، نيكتارينيا فاموسا (Nectarinia famosa)
- الجنس دريبانورينتايس (يندرج أحيانًا ضمن نيكتارينيا (Nectarinia))
  - تمير ذو أجنحة ذهبية (Golden-winged Sunbird)، دريبانورينتايس رايتشينواي (Drepanorhynchus reichenowi)
- الجنس سينيريس (Cinnyris) (يندرج أحيانًا ضمن نيكتارينيا (Nectarinia))
  - تمير زيتوني البطن (Olive-bellied Sunbird)، سينيريس تشلوروبيجياس (Cinnyris chloropygius)
  - تمير بالغ الصغر (Tiny Sunbird)، سينيريس مينالاس (Cinnyris minullus)
  - تمير مايومبو ذو طوق مزدوج (Miombo Double-collared Sunbird)، سينيريس مانوينسيس (Cinnyris manoensis)
  - تمير الجنوبي ذو طوق مزدوج (Southern Double-collared Sunbird)، سينيريس تشاليبيوس (Cinnyris chalybeus)
  - تمير نييرجارد (Neergaard's Sunbird)، سينيريس نييرجاردي (Cinnyris neergaardi)
  - تمير روينزوري ذو الطوق المزدوج (Ruwenzori Double-collared Sunbird)، سينيريس ستاهلماني (Cinnyris stuhlmanni)
  - تمير بريغوجين ذو الطوق المزدوج (Prigogine's Double-collared Sunbird)، سينيريس بريغوجيني (Cinnyris prigoginei)
  - تمير لودفيغ ذو الطوق المزدوج (Ludwig's Double-collared Sunbird)، سينيريس لادوفايسنسيس (Cinnyris ludovicensis)
  - التمير الشمالي ذو الطوق المزدوج (Northern Double-collared Sunbird)، سينيريس رايتشينواي (Cinnyris reichenowi)
  - التمير الأكبر ذو الطوق المزدود (Greater Double-collared Sunbird)، سينيريس آفير (Cinnyris afer)
  - التمير الملكي (Regal Sunbird)، سينيريس ريجياس (Cinnyris regius)
  - تمير روكيفيلر (Rockefeller's Sunbird)، سينيريس روكيفيلري (Cinnyris rockefelleri)
  - التمير الشرقي ذو الطوق المزدوج، (Eastern Double-collared Sunbird) سينيريس ميديوكريس (Cinnyris mediocris)
  - تمير موري (Moreau's Sunbird) سينيريس موري (Cinnyris moreaui)
  - التمير الجميل (Beautiful Sunbird)، سينيريس بالتشيلاس (Cinnyris pulchellus)
  - تمير لافيريدج (Loveridge's Sunbird)، سينيريس لافيريدجي (Cinnyris loveridgei)
  - تمير ماريكو (Marico Sunbird)، سينيريس ماريكينسيس (Cinnyris mariquensis)
  - تمير شيلي (Shelley's Sunbird)، سينيريس شيلي (Cinnyris shelleyi)
  - تمير الكنغو (Congo Sunbird)، سينيريس كونغينسيس (Cinnyris congensis)
  - التمير أحمر الصدر (Red-chested Sunbird)، سينيريس إريثروسيركا (Cinnyris erythrocerca)
  - التمير أسود البطن (Black-bellied Sunbird)، سينيريس نكتارينيوديس (Cinnyris nectarinioides)
  - التمير ذو العصابة الأرجوانية (Purple-banded Sunbird)، سينيريس بايفاسياتوس (Cinnyris bifasciatus)
  - تمير تسافو (Tsavo Sunbird)، سينيريس تسافوإنسيس (Cinnyris tsavoensis) - يندرج أحيانًا ضمن سي بايفاسياتوس (C. bifasciatus)
  - التمير بنفسجي الصدر (Violet-breasted Sunbird)، سينيريس تشالكوميلاس (Cinnyris chalcomelas)
  - تمير بيمبا (Pemba Sunbird)، سينيريس بيمبا (Cinnyris pembae)
  - التمير ذو الخصلة البرتقالية (Orange-tufted Sunbird)، سينيريس بوفيري (Cinnyris bouvieri)
  - تمير فلسطين (Palestine Sunbird)، سينيريس أوسيوس (Cinnyris oseus)
  - التمير اللامع (Shining Sunbird)، سينيريس هابيسينكاس (Cinnyris habessinicus)
  - التمير المشرق (Splendid Sunbird)، سينيريس كوتشينيجاستر (Cinnyris coccinigaster)
  - تمير جوانا، (Johanna's Sunbird)، سينيريس جوانا (Cinnyris johannae)
  - التمير الرائع (Superb Sunbird)، سينيريس سوبرباس (Cinnyris superbus)
  - التمير أصهب الجناحين (Rufous-winged Sunbird)، سينيريس رافيبينس (Cinnyris rufipennis)
  - تمير أوستاليه (Oustalet's Sunbird)، سينيريس أوستاليتي (Cinnyris oustaleti)
  - التمير أبيض البطن (White-bellied Sunbird)، سينيريس تالاتالا (Cinnyris talatala)
  - التمير المتغير (Variable Sunbird)، سينيريس فينوستوس (Cinnyris venustus)
  - التمير المغبر (Dusky Sunbird)، سينيريس فاسكاس (Cinnyris fuscus)
  - تمير أورسولا (Ursula's Sunbird)، سينيريس أورسولا (Cinnyris ursulae)
  - تمير بيتس (Bates' Sunbird)، سينيريس بيتسي (Cinnyris batesi)
  - التمير النحاسي (Copper Sunbird)، سينيريس كابريوس (Cinnyris cupreus)
  - التمير الآسيوي (Purple Sunbird)، سينيريس آسياتيكاس (Cinnyris asiaticus)
  - التمير زيتوني الظهر (Olive-backed Sunbird)، سينيريس جاجيولاريس (Cinnyris jugularis)
  - التمير مشمشي الصدر (Apricot-breasted Sunbird)، سينيريس بيوتيكوفيري (Cinnyris buettikoferi)
  - التمير متوهج الصدر (Flame-breasted Sunbird)، سينيريس سولايس (Cinnyris solaris)
  - تمير ساويمانجا (Souimanga Sunbird)، سينيريس سوفيمانجا (Cinnyris sovimanga)
  - تمير سيشيل (Seychelles Sunbird)، سينيريس داسوميري (Cinnyris dussumieri)
  - التمير الأخضر المدغشقري (Malagasy Green Sunbird)، سينيريس نوتاتوس (Cinnyris notatus)
  - تمير هامبلوت (Humblot's Sunbird)، سينيريس هامبلوتي (Cinnyris humbloti)
  - تمير أنجوان (Anjouan Sunbird)، سينيريس كومورينسيس (Cinnyris comorensis)
  - تمير مايوت (Mayotte Sunbird)، سينيريس كوكيريللي (Cinnyris coquerellii)
  - تمير لوتين (Loten's Sunbird)، سينيريس لوتينياس (Cinnyris lotenius)
- الجنس أيثوبيجا (Aethopyga)
  - التمير ذو القلنسوة الرمادية (Grey-hooded Sunbird)، أيثوبيجا بريميجينا (Aethopyga primigenia)
  - تمير أبو (Apo Sunbird)، أيثوبيجا بولتوني (Aethopyga boltoni)
  - تمير لينا (Lina's Sunbird)، أيثوبيجا لينارابورا (Aethopyga linaraborae)
  - التمير المتوهج (Flaming Sunbird)، أيثوبيجا فلاجرانس (Aethopyga flagrans)
  - التمير ذو الأجنحة معدنية اللون (Metallic-winged Sunbird)، أيثوبيجا بالتشيريما (Aethopyga pulcherrima)
  - التمير الأنيق (Elegant Sunbird)، أيثوبيجا دايفينبودي (Aethopyga duyvenbodei)
  - التمير الفاتن (Lovely Sunbird)، أيثوبيجا شيلي (Aethopyga shelleyi)
  - التمير الوسيم (Handsome Sunbird)، أيثوبيجا بيلي (Aethopyga belli)
  - تمير مسز جوولد (Mrs. Gould's Sunbird)، أيثوبيجا جوولدي (Aethopyga gouldiae)
  - التمير أبيض الجناح (White-flanked Sunbird)، أيثوبيجا إكسيميا (Aethopyga eximia)
  - التمير ذو الذيل الأخضر (Green-tailed Sunbird)، أيثوبيجا نيبالينسيس (Aethopyga nipalensis)
  - التمير ذو الذيل المتفرع (Fork-tailed Sunbird)، أيثوبيجا كريستينا (Aethopyga christinae)
  - التمير أسود الرقبة (Black-throated Sunbird)، أيثوبيجا ساتراتا (Aethopyga saturata)
  - تمير فيجورس (Vigors's Sunbird)، أيثوبيجا فيجورسي (Aethopyga vigorsii)
  - التمير القرمزي (Crimson Sunbird)، أيثوبيجا سيباراجا (Aethopyga siparaja)
  - تمير ياوان (Javan Sunbird)، أيثوبيجا ميستاكاليس (Aethopyga mystacalis)
  - تمير تيمينك (Temminck's Sunbird)، أيثوبيجا تيمينكي (Aethopyga temminckii)
  - التمير ذو الذيل الناري (Fire-tailed Sunbird)، أيثوبيجا إيجنيكاودا (Aethopyga ignicauda)
- الجنس أراكنوثيرا (Arachnothera) - صائدو العنكبوت (10-11 نوعًا)

## وصلات خارجية
- Sunbird videos on the Internet Bird Collection